# Oana Orlea
Oana Orlea (nume real: Maria-Ioana Cantacuzino, n. 21 aprilie 1936, Fălticeni – d. 23 iulie 2014, Maignelay-Montigny, Franța) a fost o scriitoare și fostă deținută politic, aflată în exil în Franța, unde a locuit din anii 1980, până la deces.
Oana Orlea este pseudonimul literar al Mariei-Ioana Cantacuzino, fiica aviatorului Constantin "Bâzu" Cantacuzino și al Ancăi Diamandi. Era nepoata prin alianță a lui George Enescu și a fost legatara sa testamentară. Soția acestuia, prințesa Maria (Maruca) Cantacuzino a fost bunica ei paternă.
A publicat în Franța mai multe cărți despre Gulagul românesc, dintre care cea mai celebră este Les Années volées – dans le Goulag roumain à seize ans, Seuil, 1991. Titlul traducerii în limba română este Ia-ți boarfele și mișcă!.

## Biografie
În anul 1944 și-a început cursurile la Școala Centrală din București și le-a terminat abia în anul 1965, la Liceul "I.L.Caragiale, secția fără frecvență.
Oana Orlea a fost autoarea a mai multor romane scrise în limbile română și franceză.
În 1952, la numai 16 ani, ca elevă în clasa a X-a, a fost arestată și condamnată la patru ani de închisoare, sub acuzația de complot și acțiune subversivă împotriva statului, pentru că a distribuit manifeste anticomuniste, și a executat pedeapsa de închisoare până în 1954. În această perioadă fost deținută la Văcărești, la Jilava, într-un lagăr de muncă la Pipera, în croitoria pușcăriei Târgșor, în pușcăria de la Mislea, la Malmaison etc.
În timp ce Oana se afla în închisoare, George Enescu este invitat de primul ministru Petru Groza să susțină un concert la București. Enescu respinge această invitație, atâta vreme cât Oana nu va fi eliberată de acest regim.
După ce a ieșit din închisoare, nu i s-a permis să-și continue studiile și a trebuit să-și câștige existența ca sudor pe șantier, ca taxator de autobuz, să spele pe cap clientele unui coafor. A fost mereu supravegheată de Securitate și, în 1960, a fost arestată din nou pentru câteva luni, în procesul atacării furgonului de bani al BNR.
În perioada de relativă deschidere din a doua parte a anilor ‘60, Ioana Cantacuzino a reușit să publice șapte cărți - proze scurte și romane - sub pseudonimul Oana Orlea.
În anul 1980 s-a stabilit în Franța, unde a solicitat și a primit azil politic.
Cele îndurate în închisoare au ajutat-o să scrie o carte autobiografică despre tinerețea sa furată, publicată la Editions Seuil, din Paris. Ea și-a semnat cărțile cu numele său de căsătorie, Oana Orlea.